# تشارلز جانيوري
تشارلز جانيوري (بالإنجليزية: Charles January)‏ (1 فبراير 1888 بمقاطعة هيدالغو في الولايات المتحدة - 26 أبريل 1970 بلوس أنجلوس في الولايات المتحدة) هو لاعب كرة قدم أمريكي في مركز الوسط، شارك في الألعاب الأولمبية الصيفية 1904.

## وصلات خارجية
- تشارلز جانيوري على موقع أوليمبيديا (الإنجليزية)